# Sergio Roman Martín
Sergio Roman Martín Gálan (Galapagar, 13 december 1996) is een voormalig Spaanse wielrenner die vanaf 2020 tot 2023 voor Caja Rural-Seguros RGA uitkwam. Dit na in 2019 eerst enkele maanden als stagiair actief geweest te zijn voor deze ploeg.

## Resultaten in voornaamste wedstrijden
| Jaar | Ronde van Italië | Ronde van Frankrijk | Ronde van Spanje |
| ---- | ---------------- | ------------------- | ---------------- |
| 2020 |                  |                     |                  |
| 2021 |                  |                     | opgave           |
| 2022 |                  |                     |                  |

| Jaar | Ronde van Lombardije | Parijs-Tours |
| ---- | -------------------- | ------------ |
| 2020 |                      | 104e         |
| 2021 |                      |              |
| 2022 | opgave               |              |

## Ploegen
- 2019 –  Caja Rural-Seguros RGA (vanaf 1-8 stagiair)
- 2020 –  Caja Rural-Seguros RGA
- 2021 –  Caja Rural-Seguros RGA
- 2022 –  Caja Rural-Seguros RGA
- 2023 –  Caja Rural-Seguros RGA

Amezqueta · Aular · Bagües · Barceló · Barrenetxea · Calle · Cepeda · Cuadros · Etxeberria · García · González · Johnston · Lastra · Leitão · Martín · Murguialday · Nicolau · Nieve · Pira · Prades ·Schlegel  · Balderstone (stagiair) · López de Abetxuko (stagiair) · López (stagiair)
Amezqueta · Aular · Babor · Balderstone · Barceló · Barrenetxea · Bárta · Cepeda · Etxeberria · García · González · Hailemichael · Johnston · Leitão · López · Martín · Murguialday · Nicolau · Pira · Prades ·Schlegel  · Sorarrain (vanaf 31/7) · Guardeño (stagiair) · Ibáñez (stagiair) · Silva (stagiair)